# Západoněmecká liga ledního hokeje 1949/1950
Sezóna 1949/1950 byla 2. sezonou Západoněmecké ligy ledního hokeje. Mistrem se stal tým SC Riessersee.

## Tabulka
| Poř | Tým              | Z  | V  | R | P  | Skóre  | B  |
| --- | ---------------- | -- | -- | - | -- | ------ | -- |
| 1.  | SC Riessersee    | 14 | 12 | 1 | 1  | 93:29  | 25 |
| 2.  | Preußen Krefeld  | 14 | 11 | 1 | 2  | 145:36 | 23 |
| 3.  | EV Füssen (M)    | 14 | 10 | 2 | 2  | 129:27 | 22 |
| 4.  | VfL Bad Nauheim  | 14 | 8  | 2 | 4  | 75:39  | 18 |
| 5.  | Kölner EK        | 14 | 4  | 2 | 8  | 41:105 | 10 |
| 6.  | Krefelder EV (N) | 14 | 4  | 1 | 9  | 49: 72 | 9  |
| 7.  | EV Tegernsee (N) | 14 | 1  | 2 | 11 | 28:112 | 4  |
| 8.  | HC Augsburg (N)  | 14 | 0  | 1 | 13 | 21:161 | 1  |